# Urban75
Urban75 (por vezes referido como u75 ou urban) é um website e um quadro de mensagens, gerido em Brixton, Inglaterra. Foi fundado em 1995 e contém informação sobre vários assuntos (e-zine content), assim como quadros de bolutins. O site foi fundado e actualmente actualizado/gerido por Mike Slocombe.

## Ligações Externas
- Urban75